# Flughafen Teterboro

i7
i11
i13
Der Teterboro Airport (IATA-Code: TEB, ICAO-Code: KTEB) ist ein Flughafen in Teterboro, New Jersey, USA. Er ist etwa 10 Meilen (16 Kilometer) vom Zentrum von New York City entfernt und aufgrund seiner Lage und Kapazität besonders für Flüge mit Privat- und Geschäftsreiseflugzeugen geeignet. Diese machen 56 % des Flugverkehrs in Teterboro aus.
Der Flughafen wird, wie der John F. Kennedy International Airport und LaGuardia Airport in New York City sowie der Flughafen Newark in New Jersey von der Port Authority of New York and New Jersey betrieben und war ab 1919 der erste Flughafen im Ballungsraum New York City.

## Geschichte
Im Jahr 1917 wurde das Gelände von Walter Teter gekauft, an North American Aviation für den Bau von Flugzeugen vermietet und zwei Jahre später in einen Flughafen für militärische, Versuchs- und Transportzwecke umgewandelt. Es beansprucht beinahe die gesamte Fläche der Gemeinde. 1928 wurde in Newark der erste größere Flughafen im Raum New York City eröffnet. Während des Zweiten Weltkriegs nutzten die United States Army Air Forces und Navy das Gelände und gaben es 1949 an die Port Authority ab, die es unter anderem an Pan American World Airways vermietete. Seit Dezember 2000 wird der Flughafen ausschließlich von der Port Authority verwaltet.
In Teterboro gilt seit den 1970er Jahren eine Beschränkung beim Gewicht der Flugzeuge, die den Flughafen nutzen wollen, auf 100.000 Pfund (45,3 t). Anfang der 2000er Jahre versuchte Boeing, für die neu gebauten und deutlich schwereren Boeing Business Jets (BBJ, Unterversion der Boeing 737) eine Ausnahme festlegen zu lassen. Die US-Luftfahrtbehörde FAA lehnte die Erhöhung, die pro Tag eine einstellige Zahl an Flugbewegungen betroffen hätte, ab. Die Port Authority, die die Beschränkung erlassen hatte, begründete diese Entscheidung auch damit, dass man keinen Präzedenzfall schaffen wolle, der zu noch größeren und schwereren Flugzeugen und damit steigenden Lärm- und Abgasemissionen geführt hätte.

### Zwischenfälle
- Am 27. Mai 1950 kam es an einer Curtiss C-46F-1-CU Commando der US-amerikanischen Regina Cargo Airlines (Luftfahrzeugkennzeichen N9406H), gemietet von der United States Air Force (USAF), am Triebwerk Nr. 1 (links) unmittelbar nach dem Abheben vom Flughafen Teterboro zu Fehlzündungen. Das Triebwerk wurde abgestellt. In einer Höhe von etwa 140 Metern wurde für die Rückkehr nach links gekurvt. Die Maschine sank immer weiter, bis sie 800 Meter vom Flugplatz entfernt im Gelände aufschlug und noch rund 200 Meter weiter rutschte, bis sie mit großen Bäumen kollidierte. Unfallursachen waren die Überladung des Flugzeugs um 5076 pounds (2304 Kilogramm) und mangelhafte Wartung der Triebwerke. Einer der beiden Piloten, die einzigen Insassen auf dem Frachtflug, wurde getötet.[4]

## Anflugverfahren
Die Infrastruktur des Flughafens ist auch für Landungen bei Instrumentenflugwetterbedingungen ausgelegt; beide Start- und Landebahnen haben hierfür erforderliche Befeuerungsanlagen. Für die Bahnen 06 und 19 gibt es je ein Instrumentenlandesystem und GPS-Anflugverfahren, auf die Bahnen 06 und 24 zusätzlich ein VOR-Anflugverfahren. Einzig auf die Bahn 01 gibt es kein veröffentlichtes Instrumentenanflugverfahren.